# Râul Valea Cărbunarului
Râul Valea Cărbunarului este un curs de apă, afluent al râului Cibin. 